# Carausio
Marco Aurelio Mauseo Valerio Carausio (en latín, Marcus Aurelius Mausaeus Valerius Carausius; f. 293) fue un comandante militar romano de origen galo que usurpó el poder en 286, declarándose emperador de Britania y norte de la Galia. Se mantuvo siete años en el poder, antes de ser asesinado por Alecto, su encargado de finanzas.

## Historia
Carausio era un hombre de origen humilde, un menapio de la Galia Bélgica que destacó en la campaña de Maximiano contra los rebeldes bagaudas en la Galia en 286. Este éxito, y su antigua ocupación guiando las naves al salir de los puertos, lo llevó a su nombramiento como comandante de la Classis Britannica, una flota con base en el Canal de la Mancha con el cometido de acabar con los piratas francos y sajones que habían estado arrasando las costas de Armórica y su región natal. Al cabo del tiempo, comenzó a sospecharse que retenía para sí los botines y que permitía a los piratas llevar a cabo sus ataques y enriquecerse en lugar de actuar contra ellos, y Maximiano ordenó su ejecución. A finales de 286 o comienzos de 287 Carausio supo la sentencia y contestó declarándose Emperador de Britania y norte de la Galia. Sus fuerzas abarcaban no sólo su flota, aumentada con nuevas naves construidas por él, y las tres legiones asentadas en Britania, sino también una legión con la que se hizo en la Galia, cierto número de unidades auxiliares extranjeras y mercenarios bárbaros atraídos ante la perspectiva de sacar un buen botín.
Sheppard Frere se pregunta cómo pudo Carausio conseguir el apoyo del ejército cuando su poder era sólo marítimo, y especula con la posibilidad de que quizás se hubiera visto envuelto en una victoria que no nos es conocida en Britania, conectada con la asunción del título Britannicus Maximus por parte de Diocleciano en 285, y signos de destrucción de ciudades romano-britanas de esta época. De cualquier modo, la campaña contra los Bagaudas fue por tierra y pudo ser la responsable de la popularidad de Carausio entre el ejército. Si las acusaciones de robo eran ciertas, quizás pudo permitirse comprar su lealtad.
Maximiano preparó una invasión de Britania en 288 o 289 para expulsarle, pero no pudo llevarla a cabo. Un panegírico entregado a Constancio I Cloro lo atribuye al mal tiempo, pero dice también que Carausio se atribuyó la victoria militar. Eutropio dice que las hostilidades fueron vanas gracias a la destreza militar de Carausio y que se acordó la paz. El usurpador comenzó a tener visiones sobre su legitimidad y reconocimiento. Acuñó moneda propia y llevó su valor al nivel de la romana, así como consideró y honró a Maximiano y luego a Diocleciano. La acuñación es la fuente principal de información sobre el emperador; sus monedas eran inicialmente primitivas pero pronto se hicieron más elaboradas y fueron acuñadas en casas de Londinium, Rotomagnus y un tercer lugar, posiblemente Colonia Claudia Victricensis. Parece que apeló al desagrado de la población británica con la dominación romana: acuñó monedas con los emblemas Restitutor Britanniae (Restaurador de Britania) y Genius Britanniae (Espíritu de Britania). Un hito de Carlisle con su nombre en él sugiere que toda la Britania romana estaba a su alcance.
Esta situación se prolongó hasta 293, cuando Constancio Cloro, ahora César de Occidente, marchó sobre la Galia y la reclamó para el Imperio. Aisló a Carausio sitiando el puerto de Bononia e invadiendo Batavia en el delta del Rin, con lo que aseguraba su retaguardia contra los aliados francos del usurpador. No pudo realizar la invasión de Britania hasta que no se construyó una flota apta para la ocasión. No obstante, la continuidad de Carausio en el poder estaba sentenciada. Alecto, a quien había puesto al cargo del tesoro, lo asesinó y se hizo con el poder. Su reinado sólo duró tres años, tras los cuales fue vencido y muerto por el subordinado de Constancio, Julio Asclepiodoto.

## Leyenda
En la compilación de leyendas de Godofredo de Monmouth, la Historia Regum Britanniae (1136) Carausio es un bretón de origen humilde, que con su valentía convence al Senado romano para que le dé el mando de una flota para defender Britania de los ataques bárbaros. Una vez le es concedido, navega alrededor de la provincia provocando malestar, y alza un ejército contra Basanio, rey de Britania. Carausio vence al persuadir a los aliados pictos del rey para que deserten a cambio de tierras en Escocia, y se proclama él mismo rey. Enterados de la traición, los romanos envían a Britania a Alecto con tres legiones. Éste lo derrota y mata y se convierte en rey en su lugar.